# Cleveland (làng), Wisconsin
Cleveland là một làng thuộc quận Manitowoc, tiểu bang Wisconsin, Hoa Kỳ. Năm 2006, dân số của làng này là 1361 người.